# Бегущая от реальности
«Бегущая от реальности» (англ. Complete Unknown) — фильм 2016 года, снятый Джошуа Марстоном. Мировая премьера фильма состоялась на кинофестивале «Сандэнс» 25 января 2016. Фильм был выпущен в прокат 26 августа 2016 студиями Amazon Studios and IFC Films.

## Сюжет
Этот фильм об опасностях и удовольствиях самообновления начинается в обед, когда коллега Тома (Майкл Шеннон) приезжает с интригующей спутницей по имени Элис (Рэйчел Вайс). Том убежден, что он знает её, но она отказывается признать историю между ними. И когда Элис поспешно уходит, Том отправляется за ней. Всю ночь они ведут беседу каждый о своем: один о необходимости изменить свою жизнь, а другой пытается узнать, как остановить изменение.

## В ролях
| Актёр        | Роль   |
| ------------ | ------ |
| Рэйчел Вайс  | Элис   |
| Майкл Шеннон | Том    |
| Кэти Бэйтс   | Нина   |
| Дэнни Гловер | Роджер |
| Майкл Чернус | Клайд  |

## Производство
В ноябре 2014 года было объявлено, что Майкл Шеннон и Рэйчел Вайс получили роли в фильме, с Джошуа Марстоном в качестве режиссёра и со сценарием, который он написал с Джулианом Шеппард. В феврале 2015 года было объявлено, что Кэти Бэйтс и Дэнни Гловер присоединились к актёрскому составу фильма, Лукас Хоакин присоединился в качестве продюсера.

## Критика
Фильм получил смешанные либо отрицательные отзывы от большинства кинокритиков. На сайте Rotten Tomatoes рейтинг фильма составляет 51 %, основанный на 76 обзорах, со средней оценкой 5,7 из 10. На Metacritic фильм имеет оценку 58 из 100 на основе отзывов 11 критиков.
Джон Дефор журнала The Hollywood Reporter отметил: «зрителю, возможно, трудно представить конец, который будет одновременно и удовлетворительным, и правдивым; похоже, создатели фильма поделились этой дилеммой. Иногда, видимо, уходить без прощания — это лучшее решение».